# Danmarksgade (Fredericia)
 For alternative betydninger, se Danmarksgade. (Se også artikler, som begynder med Danmarksgade)
Danmarksgade er en gade i det indre Fredericia. Den er beliggende inden for Fredericia Vold og har dermed været en del af byen igennem hele dens historie. Gaden er ca. 1 km lang, hvoraf de 170 meter er gågade.
Gaden begynder i vest lige efter indkørslen gennem Danmarks Port og fortsætter stik øst til den ender ved krydset med Øster Voldgade lige før Lillebælt. Flere af byens virksomheder har sin begyndelse her fra gaden, blandt andet Carl M. Cohr's Sølvvarefabrikker.
Langs vejen passeres Landsoldaten, Trinitatis Kirke samt Bülows Kaserne.
55°34′1.59″N 9°45′30.05″Ø / 55.5671083°N 9.7583472°Ø